# Hoplophorella sarawaki
Hoplophorella sarawaki är en kvalsterart som först beskrevs av Wojciech Niedbała 2000.  Hoplophorella sarawaki ingår i släktet Hoplophorella och familjen Phthiracaridae. Inga underarter finns listade i Catalogue of Life.